# Samuel Kotto
Samuel Junior Kotto (3 september 2003) is een Kameroens voetballer die bij voorkeur als centrale verdediger speelt. Hij tekende in januari 2025 voor KAA Gent.

## Clubcarrière
In maart 2022 tekende Kotto bij Malmö FF. Die club leende hem uit aan Olympic, Landskrona BoIS en IFK Värnamo. Op 20 januari 2025 tekende hij een contract tot medio 2028 bij KAA Gent.